# Lista de prêmios e indicações recebidos por Sacha Baron Cohen
Este anexo lista os prêmios e indicações recebidos por Sacha Baron Cohen durante sua carreira na qual recebeu e foi nomeado em vários tipos de prêmios ao redor do mundo. Desde o mais importante, o Oscar, com uma nomeação , pelo seu filme "Borat", na categoria de melhor roteiro Adaptado.

## Oscar
| Ano  | Categoria               | Título | Resultado |
| ---- | ----------------------- | --- | --------- |
| 2007 | Melhor Roteiro Adaptado | Borat! Cultural Learnings of America for Make Benefit Glorious Nation of Kazakhstan                                             | Indicado  |
| 2021 | Melhor Roteiro Adaptado | Borat Subsequent Moviefilm: Delivery of Prodigious Bribe to American Regime for Make Benefit Once Glorious Nation of Kazakhstan | Indicado  |
| 2021 | Melhor Ator Coadjuvante | The Trial of the Chicago 7 | Indicado  |

## Globo de Ouro
| Ano  | Categoria                                  | Título | Resultado |
| ---- | ------------------------------------------ | --- | --------- |
| 2007 | Melhor Filme - Comédia ou Musical          | Borat! Cultural Learnings of America for Make Benefit Glorious Nation of Kazakhstan                                             | Indicado  |
| 2007 | Melhor Ator em Cinema - Comédia ou Musical | Borat! Cultural Learnings of America for Make Benefit Glorious Nation of Kazakhstan                                             | Venceu    |
| 2019 | Melhor Ator em Série de Comédia ou Musical | Who Is America? | Indicado  |
| 2021 | Melhor Filme - Comédia ou Musical          | Borat Subsequent Moviefilm: Delivery of Prodigious Bribe to American Regime for Make Benefit Once Glorious Nation of Kazakhstan | Venceu    |
| 2021 | Melhor Ator em Cinema - Comédia ou Musical | Borat Subsequent Moviefilm: Delivery of Prodigious Bribe to American Regime for Make Benefit Once Glorious Nation of Kazakhstan | Venceu    |
| 2021 | Melhor Ator Coadjuvante em Cinema          | The Trial of the Chicago 7 | Indicado  |

## BAFTA
| Ano  | Categoria                            | Título              | Resultado |
| ---- | ------------------------------------ | ------------------- | --------- |
| 2000 | Melhor Performance de Entretenimento | The 11 O'clock Show | Indicado  |
| 2001 | Melhor Série ou Programa de Comédia  | Da Ali G Show       | Venceu    |
| 2001 | Melhor Performance de Comédia        | Da Ali G Show       | Venceu    |

## Emmy
| Ano  | Categoria                                                 | Título          | Resultado |
| ---- | --------------------------------------------------------- | --------------- | --------- |
| 2003 | Melhor Programa de Não-ficção                             | Da Ali G Show   | Indicado  |
| 2003 | Melhor Roteiro em um Programa de Não-ficção               | Da Ali G Show   | Indicado  |
| 2005 | Melhor Série de Variedades, Comédia ou Musical            | Da Ali G Show   | Indicado  |
| 2005 | Melhor Roteiro de Série de Variedades, Comédia ou Musical | Da Ali G Show   | Indicado  |
| 2019 | Melhor Série de Variedades ou Esquetes                    | Who Is America? | Indicado  |
| 2019 | Melhor Direção em um Programa de Variedades ou Esquetes   | Who Is America? | Indicado  |
| 2019 | Melhor Edição em um Programa de Variedades                | Who Is America? | Indicado  |

## SAG Awards
| Ano  | Categoria               | Título                     | Resultado |
| ---- | ----------------------- | -------------------------- | --------- |
| 2013 | Melhor Elenco em Cinema | Les Miserábles             | Indicado  |
| 2021 | Melhor Elenco em Cinema | The Trial of the Chicago 7 | Venceu    |
| 2021 | Melhor Ator Coadjuvante | The Trial of the Chicago 7 | Indicado  |

## Critics' Choice Movie Awards
| Ano  | Categoria               | Título | Resultado |
| ---- | ----------------------- | --- | --------- |
| 2008 | Melhor Elenco           | Sweeney Todd: The Demon Barber of Fleet Street                                                                                  | Indicado  |
| 2013 | Melhor Elenco           | Les Miserábles | Indicado  |
| 2021 | Melhor Elenco           | The Trial of the Chicago 7 | Venceu    |
| 2021 | Melhor Ator Coadjuvante | The Trial of the Chicago 7 | Indicado  |
| 2021 | Melhor Filme de Comédia | Borat Subsequent Moviefilm: Delivery of Prodigious Bribe to American Regime for Make Benefit Once Glorious Nation of Kazakhstan | Indicado  |